# Boromlya
Boromlia ou Boromlya (en ukrainien : Боромля) est un village du raïon d'Okhtyrka, dans l'oblast de Soumy, au centre de l'Ukraine. C'est le chef-lieu de la hromada rurale de Boromlia, l'une des hromadas d'Ukraine. Sa population s'élève à 4 270 habitants (en 2023).

## Histoire

### Invasion russe de l'Ukraine
Boromlya a été touchée par des frappes aériennes russes les 3 et 5 mars 2022, qui ont endommagé les infrastructures de gaz et d'électricité ainsi qu'un jardin d'enfants et environ 140 maisons, selon Vasyl Romanika le chef de l'administration du village.
Le village a été occupé par la Russie du 9 au 26 mars, lors de l'invasion de l'Ukraine. Selon Romanika, quatre personnes ont été torturées et tuées pendant l'occupation.

## Personnalités liées au village
- Vitaliy Butrym : Sprinteur olympique ukrainien du 400 mètres
- Maria Dahl : Zoologiste allemand